# Œdipe (Sénèque)
Pour les articles homonymes, voir Œdipe (homonymie).
Œdipe est une tragédie de l'auteur romain Sénèque. L'auteur reprend le mythe d'Œdipe, qui est déjà bien connu.

## Résumé
La pièce commence par un monologue d’Œdipe qui fait office de prologue. Le protagoniste décrit la peste qui sévit sur sa ville et s'interroge sur les causes du fléau, en exposant également ses peurs et ses angoisses. Jocaste, nouant ensuite le dialogue avec lui, lui reproche ses désirs de fuite et l’encourage à la fermeté devant la difficulté. Le premier chant du chœur est fortement lié avec les évènements de la fiction tragique : il décrit sous toutes ses formes la mort qui s'abat sur la ville.
L'acte II est composé d'un dialogue entre Œdipe et Créon, où le second révèle au premier le contenu d'un oracle d'Apollon. Le meurtrier de Laïus, roi de la ville de Thèbes, doit être châtié. La deuxième scène est celle du sacrifice conduit par Tirésias et décrit par Mantô, dans lequel les signes inhabituels et effrayants font conclure au devin qu'il faut tenter autre chose pour savoir la vérité. Le deuxième chant du chœur est une ode à un dieu qui a sa patrie à Thèbes. 
L'acte III est encadré par deux dialogues entre Œdipe et Créon. Œdipe demande à nouveau le nom du coupable à Créon, qui ne veut pas répondre. Il emploie alors un moyen détourné, le récit de l’évocation du fantôme de Laïus, qui, dans un discours rapporté, révèle les causes du fléau : un roi souillé de crimes. Le dialogue qui clôt l'acte, marqué par la querelle entre les deux hommes, se termine par l'enfermement de Créon ordonné par Œdipe qui croit à une machination politique de son beau frère. Le chœur évoque dans son troisième chant la malédiction qui frappe la terre thébaine, depuis très longtemps, puisque ses maux remontent à l’arrivée de Cadmos.
L'acte IV est celui des souvenirs qui affleurent, par degrés. Œdipe, face à Jocaste, dit se souvenir d'avoir tué un homme à un carrefour. Un Vieillard corinthien, après bien des retenues, avoue avoir recueilli un enfant blessé. Phorbas, à son tour, reconnaît être le berger qui a remis cet enfant au Vieillard, un enfant de Jocaste. Le quatrième chœur est le plus distant des évènements des diuerbia : il rappelle, grâce à l'exemplum mythique de Dédale, que tout ce qui dépasse la mesure est instable, leçon qui s’applique toutefois au drame d’Œdipe.
Le récit du messager occupe tout l'acte V, où l'on apprend comment Œdipe, après avoir compris qu'il a réalisé son destin criminel en voulant l’éviter, s'est aveuglé pour le punir. Le dernier chœur chante la toute puissance des destins, thème clef de la tragédie. 
Le dernier acte remet en scène le couple royal, Œdipe et Jocaste, lesquels, après les terribles révélations, ne savent plus comment se nommer ni comment se parler. Jocaste, en voyant son époux et fils ainsi défiguré et incapable de soutenir le poids de la faute, désire se punir elle aussi et se tuer sur scène. Œdipe, seul accablé de malheurs, se condamne à l’exil.